# Iloperydon
Iloperydon, iloperidon – organiczny związek chemiczny, stosowany jako lek przeciwpsychotyczny. Został zarejestrowany w Stanach Zjednoczonych w maju 2009 roku do leczenia objawów schizofrenii u dorosłych.

## Mechanizm działania
Związek jest antagonistą receptorów dopaminergicznych D2 (Ki = 6,3 nM) i D3 (Ki = 7,1 nM), antagonistą receptorów serotoninergicznych 5-HT2A (Ki = 5,6 nM). Wykazuje również powinowactwo do receptorów adrenergicznych α1 (Ki = 0,36 nM). W mniejszym stopniu wiąże się z receptorami D4 (Ki = 25 nM), 5-HT6 (Ki = 43 nM), 5-HT7 (Ki = 22 nM), 5-HT1A (Ki = 168 nM) i D1. Nie ma lub ma znikome powinowactwo do receptorów muskarynowych (Ki >1000 nM).
Iloperydon jest metabolizowany w wątrobie przy udziale izoenzymów cytochromu P450: CYP3A4 i CYP2D6.

## Dawkowanie
Zalecane dawkowanie to 12–24 mg/dzień. Lek podawany jest w dwóch dawkach.
U pacjentów ze schizofrenią iloperydon w dawce 20–24 mg/dzień miał skuteczność zbliżoną do skuteczności haloperydolu w dawce 15 mg/dzień i rysperydonu w dawce 4–8 mg/dzień, przy znacząco mniejszej liczbie działań niepożądanych.